# Hubertka (Bílý Potok)
Hubertka (německy Hubertus–Baude) je turistická chata nacházející se ve výšce 621 m n. m. v lesích východně od Lázní Libverdy katastrálně příslušná pod obec Bílý Potok v okrese Liberec. Postavena byla v roce 1906 a to z ní dělá jednu z nejstarších turistických chat v Jizerských horách. Ještě však před stavbou chaty stálo na jejím místě občerstvení. V padesátých letech 20. století zde byla ředitelstvím Státních lesů zřízena ubytovna pro lesní dělníky nazvaná „Dělnický tábor“. Později se Hubertka stala podnikovým rekreačním zařízením. Roku 1972 dočasně přešla do majetku tělovýchovné organizace a pak do majetku turistického oddílu z Hejnic. Od té doby začala chata sloužit veřejnosti. Na počátku 21. století prošla modernizací a nabízí tak kapacitu 40 lůžek. S ohledem na svou polohu bývala Hubertka častým cílem letních i zimních vycházek. Po otevření Singltreku pod Smrkem (2010) je využívána k občerstvení cyklisty jedoucími po této stezce.

## Blízké okolí chaty
Před budovou chaty stojí tak zvaný „Křížový buk“ s krucifixem. Ten připomíná odchod evangelíků „Smuteční cestou“ v době protireformace pryč z českých zemí.
Poblíž „Křížového buku“ je rozcestník turistických tras:
- do Nového Města pod Smrkem
- na Tišinu
- na Smědavu
- na Kočičí kameny
- do Bílého potoka pod Smrkem
- do Lázní Libverdy

Jižně asi 100 m od Hubertky se nachází skalní vyhlídka „Kočičí kameny“, které se dříve označovány „Tulení kameny“. Vyhlídka byla pro turisty byla zpřístupněna v roce 1923 poté, co členové sekce hejnického horského spolku vytesali do skály schody a opatřili je i vyhlídku bezpečnostním zábradlím. Od Hubertky vede na Kočičí kameny  značená turistická cesta.
Dříve zde bývala i 2 kilometry dlouhá sáňkařská dráha nazvaná „Sáňkařská dráha císaře Františka Josefa“.

## Kontaktní údaje
- Adresa: Bílý Potok 370
- Telefonní spojení: 732 978 151
- E-mail: info@jiskra-hejnice.cz